# Ђардини-Дуљија (Козенца)
Ђардини-Дуљија је насеље у Италији у округу Козенца, региону Калабрија.
Према процени из 2011. у насељу је живело 16 становника. Насеље се налази на надморској висини од 124 м.